# Marquise d'Albon
Marquise d'Albon, morte le 21 juillet 1196, est la fille de Guigues IV d'Albon et l'épouse de Guillaume VII d'Auvergne.
Son mariage avec Guillaume VII est à l'origine de la souche des Dauphins d'Auvergne et c'est par elle que la symbolique du dauphin arrive en Auvergne, son père étant surnommé Dauphin. Ils sont les parents de Robert IV Dauphin d'Auvergne (v. 1150-1234).

## Arbre généalogique
| Guigues IV d'Albon, dit Dauphin | Guigues IV d'Albon, dit Dauphin | Guigues IV d'Albon, dit Dauphin | Guigues IV d'Albon, dit Dauphin | Guigues IV d'Albon, dit Dauphin | Guigues IV d'Albon, dit Dauphin |                                |  |  |  |  |  | Robert III d'Auvergne, Comte d'Auvergne                   | Robert III d'Auvergne, Comte d'Auvergne                   | Robert III d'Auvergne, Comte d'Auvergne                   | Robert III d'Auvergne, Comte d'Auvergne                   | Robert III d'Auvergne, Comte d'Auvergne                   | Robert III d'Auvergne, Comte d'Auvergne                   |  |  |  |  |  |  |  |  |  |  |  |  |  |  |  |  |  |  |  |  |
| Guigues IV d'Albon, dit Dauphin | Guigues IV d'Albon, dit Dauphin | Guigues IV d'Albon, dit Dauphin | Guigues IV d'Albon, dit Dauphin | Guigues IV d'Albon, dit Dauphin | Guigues IV d'Albon, dit Dauphin |                                |  |  |  |  |  | Robert III d'Auvergne, Comte d'Auvergne                   | Robert III d'Auvergne, Comte d'Auvergne                   | Robert III d'Auvergne, Comte d'Auvergne                   | Robert III d'Auvergne, Comte d'Auvergne                   | Robert III d'Auvergne, Comte d'Auvergne                   | Robert III d'Auvergne, Comte d'Auvergne                   |  |  |  |  |  |  |  |  |  |  |  |  |  |  |  |  |  |  |  |  |
| Marquise d'Albon                | Marquise d'Albon                | Marquise d'Albon                | Marquise d'Albon                | Marquise d'Albon                | Marquise d'Albon                |                                |  |  |  |  |  | Guillaume VII d'Auvergne, dit le Jeune, Comte héréditaire | Guillaume VII d'Auvergne, dit le Jeune, Comte héréditaire | Guillaume VII d'Auvergne, dit le Jeune, Comte héréditaire | Guillaume VII d'Auvergne, dit le Jeune, Comte héréditaire | Guillaume VII d'Auvergne, dit le Jeune, Comte héréditaire | Guillaume VII d'Auvergne, dit le Jeune, Comte héréditaire |  |  |  |  |  |  |  |  |  |  |  |  |  |  |  |  |  |  |  |  |
| Marquise d'Albon                | Marquise d'Albon                | Marquise d'Albon                | Marquise d'Albon                | Marquise d'Albon                | Marquise d'Albon                |                                |  |  |  |  |  | Guillaume VII d'Auvergne, dit le Jeune, Comte héréditaire | Guillaume VII d'Auvergne, dit le Jeune, Comte héréditaire | Guillaume VII d'Auvergne, dit le Jeune, Comte héréditaire | Guillaume VII d'Auvergne, dit le Jeune, Comte héréditaire | Guillaume VII d'Auvergne, dit le Jeune, Comte héréditaire | Guillaume VII d'Auvergne, dit le Jeune, Comte héréditaire |  |  |  |  |  |  |  |  |  |  |  |  |  |  |  |  |  |  |  |  |
|                                 |                                 |                                 |                                 |                                 |                                 |                                |  |  |  |  |  |                                                           |                                                           |                                                           |                                                           |                                                           |                                                           |  |  |  |  |  |  |  |  |  |  |  |  |  |  |  |  |  |  |  |  |
|                                 |                                 |                                 |                                 |                                 |                                 | lignée des Dauphins d'Auvergne |  |  |  |  |  |                                                           |                                                           |                                                           |                                                           |                                                           |                                                           |  |  |  |  |  |  |  |  |  |  |  |  |  |  |  |  |  |  |  |  |